# Schönberg (Saksonia)
Schönberg − miejscowość i gmina w Niemczech, w okręgu administracyjnym Chemnitz, w powiecie Zwickau, wchodzi w skład wspólnoty administracyjnej Meerane.